# آن دالاس دودلي
آن دالاس دودلي (بالإنجليزية: Anne Dallas Dudley)‏ (آني ويليس دالاس قبل الزواج؛ 13 نوفمبر، 1876 – 13 سبتمبر، 1955) كانت ناشطةً بارزةً في حركة حق النساء في الاقتراع في الولايات المتحدة. بعد تأسيس رابطة ناشفيل للاقتراع المتساوي وشغلها لمنصب الرئيس فيها، صعدت في تصنيف الحركة، وعملت رئيسةً لجمعية الاقتراع المتساوي لتينيسي ومنصب نائب الرئيس الثالث الجمعية الوطنية الأمريكية للمطالبة بحق المرأة في الاقتراع، حيث ساعدت في توجيه الجهود للإقرار على التعديل التاسع عشر لدستور الولايات المتحدة، مانحين النساء حق الاقتراع على مستوى البلاد. تُعرف بالأخص لجهودها الناجحة لإقرار التعديل التاسع عشر في ولايتها الأم تينيسي، الولاية الأخيرة الضرورية لتُدخل التعديل حيز التنفيذ. 

## حياتها المبركة وعائلتها
وُلدت باسم آني ويليس دالاس في ناشفّيل، تينيسي، في عام 1876 لعائلة مميزة من الطبقة العليا. كان والدها، تريفّونيون بي. دالاس قد انتقل من ناشفّيل عام 1869 وأثبت نفسه رياديًا في صناعة النسيج. كان جدها، ألكساندر جاي. دالاس، عميدًا بحريًا في البحرية الأمريكية، بينما عمل شقيقه، جورج أن. دالاس نائبًا لرئيس الولايات المتحدة برئاسة جيمس كاي. بّوك.
درست آني دالاس في معهد وارد للتعليم الثانوي وكلية بّرايس للسيدات الشابات، وكلاهما في ناشفّيل. في عام 1902، وفي احتفالية هادئة في كاتدرائية كنيسة المسيح، تزوجت من جيلفورد دودلي (1854-1945)، وهو مصرفي ووسيط تأمين. كان لديهما ثلاثة أطفال، إيدا دالاس دودلي (1903-1904)، التي توفيت في طفولتها، وتريفيانا دالاس دودلي (1905-1924)، وجيلفورد دودلي الأبن (1907-2002).
بعد زواجها ببضع سنوات، أصبحت آن دالاس دودلي من المشاركين في حركة مناهضة شرب الكحول وداعمةً لمنع الكحول. ومن خلال عملها في حركة مناهضة شرب الكحول وارتباطها مع أصدقاء مثل ماريا دافيس وإيدا كلايد كلارك، أصبحت دودلي مقتنعةً بأن موضع المرأة في المجتمع يمكن أن يُحسَّن فقط في حال السماح للنساء بالاقتراع. في ذلك الوقت، ومع ذلك، عارضت غالبيةٌ من النساء والرجال فكرة مشاركة النساء في العملية السياسية.
في سبتمبر 1911، التقى كلٌ من دودلي ودايفيس وكلارك وعدة نساء أخريات في الصالون الخلفي من فندق تولين، وأسسن رابطة ناشفّيل لحق الاقتراع المتساوي، وهي منظمة مكرسةٌ لبناء دعم محلي لحق النساء في الاقتراع مع »تجنب الطرق المتشددة بهدوءٍ وجدية«. اختيرت دودلي لتكون أول رئيسةً للمنظمة. وخلال فترة رئاستها، نظَّمت الرابطة مسيرات يوم مايو ضخمة لحق الاقتراع، قادتها دودلي وأطفالها عادةً. ساعدت دودلي أيضًا في جلب المؤتمر الوطني لحق الاقتراع إلى ناشفّيل عام 1914. في ذلك الوقت، كان واحدًا من أكبر المؤتمرات المنعقدة في المدينة على الإطلاق.
بعد شغلها منصب رئيسة الرابطة المحلية لأربع سنوات، انتُخبت دودلي لتترأس جمعية حق الاقتراع المتساوي في تينيسي عام 1915. ساعدت خلال هذا الوقت في التقديم والضغط لأجل تعديل حق الاقتراع في دستور الولاية. على الرغم من فشل التعديل، مُرر في النهاية إجراء لاحق لمنح النساء الحق في الاقتراع في الانتخابات الرئاسية والبلدية من قبل السلطة التشريعية للولاية في عام 1919.
في عام 1917، أصبحت دودلي ثالث نائب لرئيس الجمعية الوطنية الأمريكية للمطالبة بحق المرأة في الاقتراع، حيث ساهمت بشكل ملحوظ في تقدُّم التشريع حول مسألة حق النساء في الاقتراع. في عام 1920، قادت دودلين إلى جانب كاثرين تاتلي كيني وآبي كراوفورد ميلتون الحملة في تينيسي للموافقة على إقرار التعديل التاسع عشر لدستور الولايات المتحدة. وفي 18 أغسطس، أصبحت تينيسي الولاية السادسة والثلاثين التي تُقر التعديل، ومنحت بذلك النساء حق التصويت في جميع أنحاء البلاد.  